# مارشال لاو
مارشال لاو (باليابانية: マーシャル・ロウ، بالروماجي: Māsharu Rou)، صيني-أمريكي يقاتل معتمداً فنوناً قتاليةً مختلفة. يعرف أحياناً ب«الشيف المقاتل». وهو صديق مقرب من باول فينيكس، ووالد فورست لاو.
مارشال ذو ال25 عاماً دخل بطولة ملك القبضة الحديدية الأولى من أجل مالٍ كافٍ لبناء الدوجو الخاصة به. وقد فاز بالمال الكافي لبناء الدوجو؛ حين انتهت منافسته مع وانغ جينري بالتعادل. وهو متزوج حالياً؛ حيث ظهرت «السيدة لاو» في نهاية يوشيمتسو.
في تيكن 2، لاو (الآن 28)، دخل البطولة للانتقام من مقاتل التايكوندو بيك دو سان، الذي هاجم طلاب لاو ودمر الدوجو.
مارشال رفض المنافسة في بطولة ملك القبضة الحديدية 3، ولكن باول أرسل ابن مارشال، فورست، مما تسبب في تراجع من بين باول ولاو.
قبل تيكن 4، لاو ذو ال48 عاماً، نجح في كونه أستاذاً لدوجو الفنون القتالية، ومالك عدة مطاعم باسم «مارشال الصين»، في الولايات المتحدة. لكن حادثاً مع أحد الزبائن، والطعام مع أحد المطاعم المنافسة قادته إلى الإفلاس، ووقع في شرك الكحول والاكتئاب. لكن عندما أعلنت بطولة ملك القبضة الحديدية 4، هزم لاو الإحباط، وشارك في البطولة، من أجل استعادة سمعته من جديد.
في نهاية تيكن 4، أخفق لاو في الفوز بالمنافسة، وتحطم لاو كلياً، ويعمل في مطعم في اليابان يغسل الأطباق. وقبل أحداث تيكن 5، استلم مارشال مكالمة من زوجته في الولايات المتحدة، أخبرته أثناءها أن فورست أصيب إصابة بالغة في حادث أثناء قيادته لدراجة باول. أثناء منتصف البطولة الخامسة، تم اكتشاف أن مارشال لاو كان بطريقة غير شرعية في اليابان، ونتيجة لذلك فقد تم إرسال مباشرة إلى أمريكا. مع اقتراب الموعد النهائي لدفع تعويضات حادث السرعة الذي تورط فيه ابنه، كانت الآمال في الحصول على الأموال اللازمة ضئيلة. لكن باول فينيكس واجهه مع فكرة تكوين فريق للفوز بالبطولة، قائلاً بأن الفوز بجائزة ذات قيمة كبيرة صعبٌ جداً بمفرده، ولكن إذا كان جزءاً من فريق، فإن احتمال الفوز يكون أعلى من ذلك بكثير. تقبل مارشال دعوة باول لتشكيل فريق معه، ومع الملاكم الشهير ستيف فوكس.
عندما أعلن عن بدء بطولة ملك القبضة الحديدية 6، دخل لاو البطولة آملاً بأن يفوز بالبطولة لإتمام دفع فاتورة المستشفى لفورست. هذه المرة كان بمساندة باول فينيكس وستيف فوكس، وكان متأكداً بأنهما سيفوزان.
مارشال يمتلك مشابهة قريبة جداً للأسطورة الفنون القتالية الصيني، بروس لي. وملابسه مشابهة كثيراُ للعديد من الملابس التي ارتداها بروس لي في أفلام مختلفة، مثل بدلته الصفراء التي لبسها في لعبة الموت، والسراويل السوداء بدون قميص في دخول التنين. مارشال لديه عليه ثلاثة ندوب في صدره مشايهة للتي أصيب بها لي في فيلم دخول التنين.
أسلوب القتال المستخدم من قبل مارشال لاو مقتبس بكثرة من جيت كون دو، الذي اخترعه بروس لي. قائمة حركاته تشتمل على كثير من حركات بروس لي المعروفة مثل: لكمة الإنش الواحد وركلة القفزة الجانبية. في تيكن 6، حالة مارشال لاو القتالية تغيرت لتشابه حالة بروس لي التقليدية في الجيت كون دو.
في فيلم 2010 تيكن، مثل دور مارشال لاو كونغ لي. على خلاف تجسيد لعبة الفيديو، فإن لاو في الفيلم لايمارس الجيت كون دو. وظهر البطل السابق الموصوم لملك القبضة الحديدية، ويتدرب في بطولة القتال التي يقيمها ستيف فوكس بعيداً عن الأنظار من أجل جمع المال. وذو نفوذ ك«اختيار الناس» إلى ٍأن ظهر جين كازاما وانتصر عليه.

## وصلات خارجية
- تيكن ويكي
- تيكنبيديا الإنجليزية نسخة محفوظة 3 نوفمبر 2013 على موقع واي باك مشين.